# Halton Hills
Halton Hills ist eine Stadt mit über 61.000 Einwohnern auf 284,7 km² im Regional Municipality of Halton in der Provinz Ontario, westlich von Toronto, Kanada. Seine Stadtteile sind Acton und Georgetown.
Halton Hills liegt im Großraum Toronto und hat ein durchschnittliches Einkommen von 66.589 $ pro Familie. Aktueller Bürgermeister ist Rick Bonnette.

## Persönlichkeiten
- Jake Holden (* 1987), Snowboarder
- Zoe Bergermann (* 1994), Snowboarderin